# Ghislaine Dunant
Ghislaine Dunant est une écrivaine de langue française, elle est née à Paris le 21 juin 1950. 
Elle a reçu le Prix Femina essai en 2016 pour Charlotte Delbo, la vie retrouvée (Grasset) et le Prix Michel Dentan en 2008 pour Un effondrement (Grasset).

## Biographie
Ghislaine Dunant est née à Paris en 1950 d’une mère française et d’un père suisse. Après une enfance et une adolescence à Paris, New York et Bâle, elle fait des études de lettres, d’abord en classes préparatoires au lycée Fénelon (Paris) puis à la Sorbonne. Parallèlement, elle travaille la danse classique puis contemporaine au cours de Peter Goss, le théâtre chez Tania Balachova, puis à l’École internationale de Théâtre de Jacques Lecoq. 
De 1974 à 1977 elle vit à Genève et travaille à La Tribune de Genève, elle commence une thèse à l’Université de Genève, enseigne dans le secondaire et rencontre l’artiste-peintre Gérard Thalmann. Ils se marient en 1979 à Paris où elle continue d’enseigner. Ils ont un fils et une fille. Après huit ans d’enseignement, de critiques théâtrales et littéraires pour La Tribune de Genève et F. Magazine, elle se consacre entièrement à l’écriture. 
D'octobre 2010 à juin 2019, elle est membre du comité de rédaction de La Revue des Belles Lettres.

## L'oeuvre
Pour Ghislaine Dunant, « l’écriture permet de traverser la mort, d’aller dans le plus ténu du rapport à la vie, car elle a la faculté de remettre de la vie là où le lien s’effrite, s’effondre.»
«Elle a le pouvoir de reprendre dans l’être humain ce qui lui a été ôté. Le rapport au mot, au rythme de la phrase nous rend "appréhensible " une réalité qui a été quittée par l’humain.»
«La langue fait revenir dans les mots la réalité qui ne peut être saisie»
«C’est sans doute sur la première béance qu’il faut écrire pour être. J’ai perdu ma mère très jeune et la mère, c’est l’origine, c’est certain. Entre l’absence, la béance, la disparition, les possibilités qu’il y a, c’est écrire et, donc, trouver une capacité d’être. Ecrire un roman, c’est aussi s’inscrire dans le temps, ajoute-t-elle. Tout drame, toute disparition arrête le temps. Quand on écrit, on crée du temps, on crée son temps, sa vie.»
L’œuvre de Ghislaine Dunant est traversée par la mort, les failles, les déchirures, les douleurs de ses personnages, mais aussi par la force de la vie qui revient doucement par des sensations diffuses ou qui s’exprime avec une force quasi tellurique au travers du désir et de la passion sexuels. Le désir, la transgression, le pouvoir de la littérature à rendre l’inconcevable sont parmi les thèmes de ses livres. 
Pour Ghislaine Dunant, «La littérature peut avoir un pouvoir exceptionnel pour agir, pour prendre conscience du monde et de soi. Et plus que jamais, à une époque où l’image règne, circule, immédiatement et dans le monde entier, où elle abolit le temps et l’espace. Où la technologie incite à la réalisation immédiate des désirs, des pulsions, alors que c’est de la conscience agrandie dont a besoin le soin du monde, des autres, de soi.» 

## Publications

### Livres
L'Impudeur, roman Gallimard, 1989 ; Folio, 1991 Traduction allemande par Rudolf Kimmig, Unersättlich, Heyne Verlag, 1991. Traduction anglaise (États-Unis) par Rosette Lamont, Brazen, Blue Moon Press, 1996 et Book-of-the-Month Club, 1997.
Un roman «hard» intitulé L’Impudeur, qui va plus loin que la plupart des récits érotiques. (…) Au début du récit, le narrateur affirme : «je veux regarder ce qui est là. Tout. Non, pas tout. L’infime. Ce qui est, d’ordinaire, à peine perceptible. Ce qui demande un ralentissement du temps.» C’est là que réside le succès de ce roman : dans le ralentissement du temps. Le texte fonctionne comme « un ralentissement du temps réel au profit du temps de la fiction».
«L’Impudeur, un beau titre, un peu énigmatique parce que pas vraiment un titre de roman, pourtant dès les premières phrases, la matière physique d’un corps entre dans la langue. (…) C’est un livre sans psychologie, sans vraiment de sentiment – mais où le corps et le cœur sont labourés par l’émotion. Si la sexualité a une importance fondamentale - «c’est un univers privilégié pour atteindre le chaos, cet aspect indistinct et violent où se compose quelque chose qui nous invente » dit l’auteur - elle n’est pas fondatrice, car tout le roman est en fait une métaphore du travail créatif et le fait que le héros soit artiste, et singulièrement sculpteur, souligne son rapport physique au toucher, à la matière, à la théâtralité, en même temps qu’il accentue presque mythologiquement les échanges avec les deux femmes qu’il rencontre, la première, solaire, généreuse, image de la fécondité, la seconde, noire, négative. Ce roman est une initiation»
La Lettre oubliée, roman Gallimard, 1993
«Deux femmes Électre et Eve. Électre raconte sa passion pour Paul, un musicien hongrois. S’ensuit un étrange et ambigu jeu de possession que la distance porte parfois au paroxysme.»
«La Lettre oubliée, c’est l’épilogue du roman qui donne sa signification au titre et jette une lumière que l’on n’attendait pas. Dans un appartement sombre, très sombre de la rue Oberkampf, à Paris, une femme se raconte à une autre femme. Electre et Eve se sont rencontrées dans un café, par hasard. Pourtant depuis ce jour Eve est "certaine d’accomplir ce à quoi elle ne peut échapper" en écoutant Electre." «Est-ce l’éclat intérieur de cette femme qui l’attire dans cette obscurité "la fée Électr’(icité) est lumineuse comme un ciel d’orage" et l’auteur joue volontiers sur cette image».
«La musique de Ravel, l’amour d’Électre pour un compositeur hongrois, des ondes multiples, de la Suisse à l’Afrique, parcourent ce roman. Ce roman est un éloge de la nuit, du poids, de la pierre, de l’opacité. Un chant profond qu’inspirent à la fois l’amour et la crainte de la musique, cette ogresse. Même si l’on croit ne rien comprendre à la musique, même si l’on ne perçoit pas les mouvements intérieurs qui apparentent ce roman à une partition, on ne peut résister à sa force.»
Cènes, roman, Gallimard, 2001
«Avec Cènes (ce mot d’origine latine, qui signifie « repas du soir », ne s’utilise plus guère qu’en référence au premier jeudi saint au cours duquel le Christ institua l’eucharistie, avant son agonie au Jardin des Oliviers), Ghislaine Dunant compose un roman – impressionniste et impressionnant – qui cerne les déchirures d’une femme dans la quarantaine, qu’on accompagne dans Paris durant les derniers jours de son père. Les visites à ce colosse en voie d’effritement à l’hôpital sont des visites éprouvantes – au fil desquelles ressaignent cent blessures – que ponctuent les érotiques séances que s’offre cette femme éperdue, aux appétits sans fin : une nuit avec son amant (comme s’il s’agissait d’un étranger) ; un dialogue à distance, onaniste et muet, avec un inconnu qui s’exhibe dans la nuit ; et les incendies de la chair et de l’âme qu’avive une jeune belle de jour qui se plie aux pulsions X-trèmes dans une cave de la tortueuse et bien nommée rue des Dames. Dans cette veine, excelle Ghislaine Dunant : l’esquisse, préférée à la gravure ou à la photographie, qui laisse à ciel ouvert le canyon des fantasmes.»
Un effondrement, récit, Grasset, 2007 Traduction allemande par Claudia Steinitz, Ein Zusammenbruch, Rotpunktverlag, 2011.
«Le livre s'ouvre sur une scène choc du film Million Dollar Baby : la jeune boxeuse si sûre d'elle est au tapis, l'échine brisée, projetée entre la vie et la mort. Cette séquence renvoie brusquement la narratrice à un épisode de sa propre jeunesse, un séjour de quelques mois en clinique psychiatrique, en 1973. "De ces jours d'incertitude, j'ai gardé le souvenir comme si je l'avais enfoui au fond de moi dans une cave." Trente ans plus tard, la narratrice peut enfin poser des mots sur cet " état sans langage ". Des mots sans pesanteur, sans révolte, sans apitoiement. Elle établit avec la jeune femme qu'elle fut un rapport de respect, d'écoute attentive et distanciée, donnant au récit sa tonalité inimitable de douceur caressante et de douleur aiguë. Ce double registre narratif façonne les phrases avec une rare délicatesse : peu de connexions syntactiques, juste des faits, des images, des scènes, sans causes ni effets, et une danse subtile entre le passé, le présent et le futur. Une gratitude secrète perce cependant : l'effondrement aura été l'expérience primordiale, consciente, d'une naissance.»
«Le tout premier roman de Ghislaine Dunant, L'Impudeur, paru en 1989, était un beau récit sur le désir et la sensation. Le sujet du dernier est au fond assez proche. L'histoire est celle d'une femme qui, un temps, fuit vers l'anesthésie psychique, sexuelle et sensible. Elle se déserte. Une dépression ? Le mot n'est jamais écrit, et il s'agit bien plus que de cela. L'auteur décrit en effet ce qui peut faire tenir une vie alors même que le désir en a disparu. Blottie au sein d'une maison de repos, la narratrice affronte le vide et la fragilité de chaque geste ou parole. Refusant les conseils de rester couchée pour ne pas ressembler à une morte, elle erre avec gaucherie, bouge et pense à peine. Tout menace, jusqu' à ce qu'un autre "malade" (mais est-elle malade ?) la trouve assez réelle pour parler. C'est un don, une liberté retrouvée.»
Charlotte Delbo - La vie retrouvée, essai Grasset, 2016, Traduction anglaise par Kathryn Lachman - A Life Reclaimed - University of Massachusetts Press - Mai 2021.
«Pour l'auteur d’Un Effondrement, récit d'une relégation aux prises avec le délitement de soi puis d'une renaissance à la vie, on imagine sans peine la déflagration provoquée par la lecture de ce premier tome de la trilogie Auschwitz et Après (1965-1971). S'ensuivront pour l'écrivaine sept années de plongée dans l'œuvre protéiforme et inclassable de Charlotte Delbo, sept années à suivre et à "tenir le fil de(s) voix", dont le résultat présent est un texte magnifique par sa profondeur et sa finesse d'émotion, à la croisée du récit intime, de l'enquête littéraire et de la méditation sur l’Histoire.»
«Ghislaine Dunant a réussi ce prodige, d’autant plus exemplaire que son sujet est monumental, écrasant. Comment trouver la juste place pour raconter le destin effroyable de la résistante communiste Charlotte Delbo, qui vit son mari fusillé au Mont Valérien en 1942, avant d’être déportée à Auschwitz, puis à Ravensbrück jusqu’en avril 1945 ? Comment trouver le juste mot pour parler d’une immense femme de lettres, qui consacra le restant de son existence à raconter l’inconcevable, dans des livres protéiformes inspirés par ses souvenirs des camps ? Ghislaine Dunant relève ces défis sans jamais sortir de l’ombre. Elle donne à voir sans jamais disparaître. Respectueuse et perspicace, elle commente, analyse, met en lumière. Dissèque finement les textes de son modèle plutôt que de les paraphraser. Offre de longues pages, concrètes et factuelles, de récit du quotidien de cette rescapée, comme pour la réinscrire dans la vie réelle.»
«Pour la romancière, passée par un autre effondrement, la lecture de ce destin a provoqué l'écho existentiel qui nourrit aujourd'hui un texte d'une densité et d'une profondeur qui tient de l'exploration littéraire, d'une façon de redire l'Histoire et du chemin de soi.»
«C’est un livre inclassable. C’est un très grand livre qui rend justice à l’œuvre de Charlotte Delbo tout en racontant sa vie singulière. Ce n’est pas un livre d’histoire, mais ce n’est pas non plus un livre qui ne traite pas de l’Histoire. Il s’appuie sur une recherche exhaustive et une consultation de l’ensemble des archives disponibles et notamment sur beaucoup de textes inédits de Charlotte Delbo. Ce livre n’est pas une biographie mais en contient tous les éléments, ce n’est pas non plus un essai, ni un roman. C’est un livre d’écrivain.»
« Delbo a su refonder la littérature par le témoignage, qui n’a d’autre garantie que l’épreuve vécue. Respectueuse de cette exigence d’authenticité, Ghislaine Dunant passe sur les périodes où les documents font défaut (comme l’enfance) et livre accès à de nombreux textes inédits. Avec émotion et retenue, elle restitue la force d’âme et le désir d’écriture qui animèrent Charlotte Delbo.»

### Ouvrages collectifs
- Virginia Woolf, in Femmes et Société, volume 7, éditions Martinsart, 1980-1981.
- Poèmes et chants révolutionnaires à travers le monde de 1789 à nos jours, anthologie. Choix, présentation et notes, éditions Martinsart, 1984.
- Ceux du Terrain, avec les photographies de Marc Pataut sur une communauté de SDF qui s’est installée sur un terrain vague de la Plaine Saint-Denis avant d’en être délogée pour la construction du Grand Stade. Avec un texte de l’historien d’art Jean-François Chevrier. Ouvrage en français et en anglais, éditions Ne Pas Plier, 1997.
- Henri Thomas, direction du Numéro spécial de La Revue de Belles-Lettres, 2013.
- Nouvelles de Suisse, éditions Magellan et Cie, 2018, Une Suisse intérieure, nouvelle. Traduction en anglais (Etats-Unis) publiée dans la Massachusetts Review, Amherst, Etats-Unis, printemps 2019.
- Charlotte, résistante, écrivain de la déportation, Cahier n°27, Cercle d'étude de la Déportation et de la Shoah. Charlotte Delbo, résistante, écrivain de la déportation. Traduction en anglais (Etats-Unis) publiée dans Massachusetts Review, automne 2019.
- Anne Saussois, Les chants des couleurs, texte de Ghislaine Dunant

### Revues
- « Virginia Woolf : un credo romanesque », La Nouvelle Revue Française, no 352, 1982.
- « Virginia Woolf : Lettres », choix, présentation et traduction, La Nouvelle Revue Française, no 360, 1983.
- « Comment j’écris », Midi no 23, 2005.
- « L’oiseau », Midi no 25, 2007. Traduction en slovène par Vesna Kondric Horvat, « Ptica », in Gluscht, anthologie, 2013.
- « Ce que j’ai appris de Fred Deux », Les Moments Littéraires no 22, 2009.
- « Le rêve dans l’écriture romanesque : liberté et risques », Études de langue et littérature françaises de l’Université Seinan-Gakuin, Japon, no 53, 2010.
- « Nécessité du roman », La Revue de Belles-Lettres, 2012.
- « Lectrice de Christa Wolf », LITTERall – Littératures de langue allemande, no 19, 2012.
- « Henri Thomas : Œil plein de feu sous la paupière », La Revue de Belles-Lettres, 2013.
- « Kathleen Jamie, Tour d'horizon », La Revue de Belles-Lettres, printemps 2019.
- Dans le secret des vivants, Versants, Revue suisse des littératures romanes, N°67 : 1-2020

## Prix
- 2008 : Prix Michel-Dentan pour Un effondrement, Grasset
- 2016 : Prix Femina essai pour Charlotte Delbo. La vie retrouvée, Grasset